# Метод остановленной струи

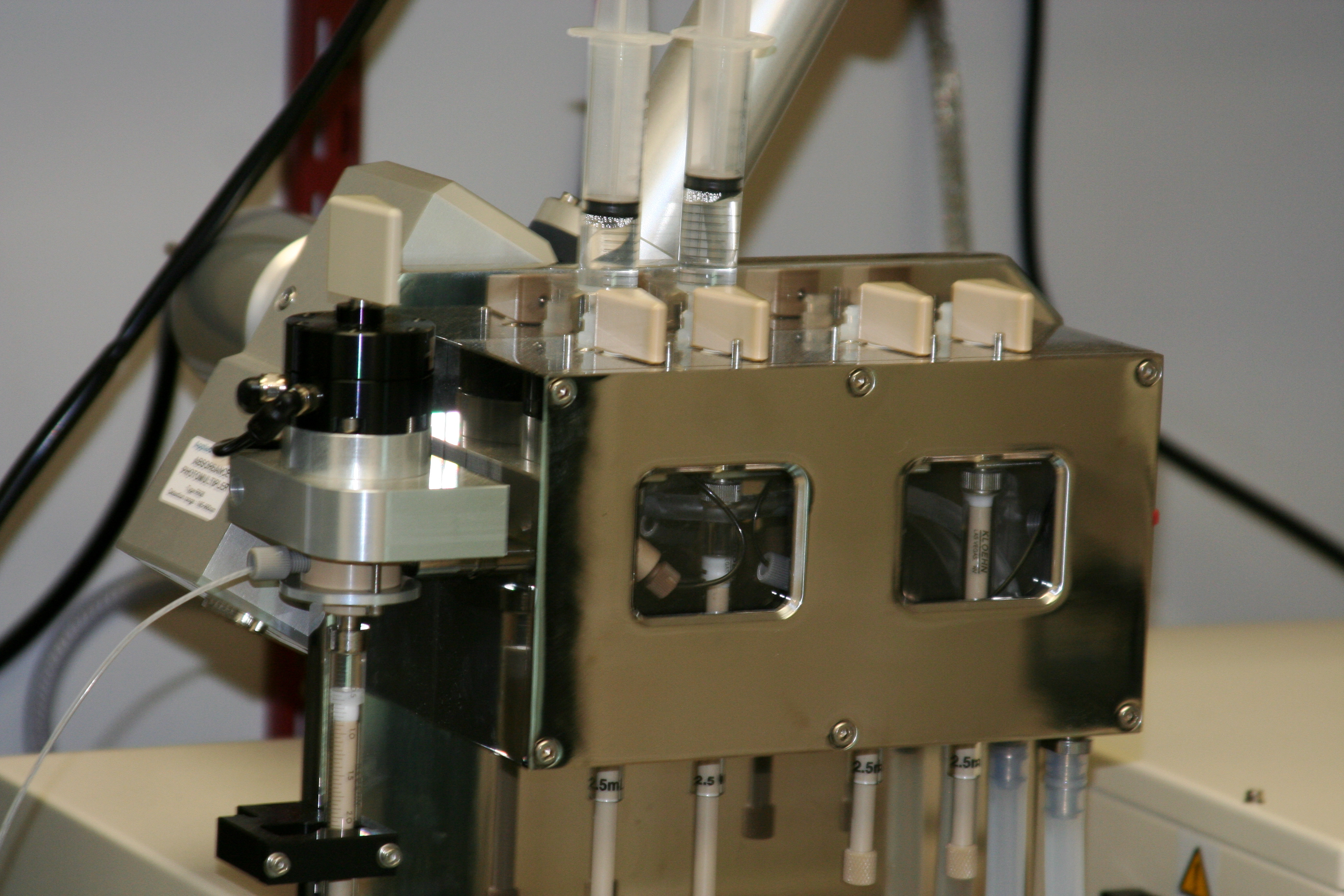
Оборудования для проведения эксперимента остановленной струи в биохимической исследовательской лаборатории.

Метод остановленной струи — один из трёх струевых кинетических методов (проточные методы), наряду с методом непрерывной струи и методом ускоренной струи.
Инструмент для метода остановленной струи это устройство для быстрого смешивания, которое используется для изучения химической кинетики быстрых реакций в растворе. В методе остановленной струи растворы подаются из шприцев в смесительную камеру. После крайне короткого периода подачи (порядка нескольких миллисекунд) подача внезапно останавливается, когда наблюдаемая камера заполняется противостоящим поршнем, который соединен с чувствительным переключателем, запускающим измерительное устройство. В методе используются небольшие объемы, и кинетические уравнения для моделирования реакций равны тем, которые используются в конвенциональных методах, где измеряются концентрация и время. Метод остановленной струи используется при изучении быстрых реакций, время полураспада которых могут измеряться в миллисекундах.
После смешения двух или более растворов, содержащих реагент, их изучают любыми подходящими экспериментальными методами. Разные виды спектроскопии и рассеянного излучения используются чаще всего. Мёртвое время — это время между окончанием смешивания двух растворов и началом наблюдения кинетики реакции. Обычное мертвое время для аппарата остановленной струи составляет 1-2 миллисекунды, но некоторые новые аппараты разработаны таким образов, что мертвое время равно 0,3-0,6 миллисекунды.
Инструмент для метода остановленной струи может быть соединен со спектрометром кругового дихроизма или с флуоресцентным спектрометром — они часто используются при изучении сворачивания белка, при быстрого разворачивания и/или рефолдинга белков.

## Варианты техники остановленной струи
- МОС с флуоресцентной спектроскопией
- МОС с круговым дихроизмом
- МОС с малоугловым рассеянием[1]